# CQD
CQD, in morsecode -.-. --.- -.., was vroeger het noodsignaal voor schepen. In tegenstelling tot wat veel mensen denken staat CQ niet voor 'Come Quickly'. CQ klinkt in het Frans uitgesproken als 'sécu', de eerste twee lettergrepen van sécurité. De toevoeging D staat van oudsher wel voor Disaster of Distress. De code wordt niet geseind als 1 code maar als drie afzonderlijke letters (in tegenstelling met SOS). Internationaal gezien was CQ D een twee letter sein gecombineerd met het 1 letter sein D. CQ betekende (en betekent) "a message to an unknown station, or stations". De code D betekent "urgent". Het woord Sécurité is pas veel later in gebruik genomen in de radiotelefonie.
Toen in 1912 de Titanic-ramp zich voltrok, werd aanvankelijk het noodsignaal CQD verstuurd, maar al snel werd overgeschakeld op SOS: ...---...
|  |                                            |
|  | CQD Signaal in ogg-formaat (download·info) |